# آناستازیا وینیکووا
آناستازیا وینیکووا (به انگلیسی: Anastasia Vinnikova) (زاده ۱۵ آوریل ۱۹۹۱) خواننده بلاروسی است.
او در مسابقه آواز یوروویژن ۲۰۱۱ نماینده بلاروس بود.